# Sin Jin-ho
Sin Jin-ho (신진호?, 申塡灝?; Guri, 7 settembre 1988) è un calciatore sudcoreano, centrocampista dell'Incheon Utd.

## Palmarès

### Club

#### Competizioni nazionali
- Coppa della Corea del Sud: 1

Pohang Steelers: 2012
- Coppa delle Stelle del Qatar: 1

Qatar SC: 2013-2014

#### Competizioni internazionali
- AFC Champions League: 1

Ulsan Hyundai: 2020